# Netuma bilineata
Netuma bilineata är en fiskart som först beskrevs av Valenciennes, 1840.  Netuma bilineata ingår i släktet Netuma och familjen Ariidae. Inga underarter finns listade i Catalogue of Life.